# Almindelig guldjordbær
Almindelig guldjordbær (Waldsteinia geoides) er en staude med en lav, tæppedannende vækst. Blomsterne minder i formen om jordbærblomster, men de er smørgule.

## Beskrivelse
Bladene sidder på lange stilke, og de er ægformede med fligede indskæringer og tandet rand. Bladet er i reglen lidt opadkrummet. Oversiden er matgrøn, mens undersiden er lidt lysere, men også mat. 
Blomstringen sker i maj måned. Blomsterne sidder flere sammen på lange stilke, der løfter dem fri af bladene. Blomsterne minder i formen om jordbærblomster, men de er smørgule. Frøene modner godt og kan også spire her i landet, bare forholdene er i orden.
Planten har en ganske kort rodstok, der bærer rødder og blade. Rodnettet er tæt og trævlet. Planten kan skabe jordtræthed.
Guldjordbær findes i tre forskellige arter. W. fragarioides er ikke særlig udbredt, og bliver næsten 20 cm høj med krybende rhizom, men uden egentlige udløbere. Er meget lig med W. ternata, bare større i vækst og mindre i blomst. W. geoides er tuedannende med kort rhizom og uden udløbere, højden kan komme op omkring 25 cm. W. ternata er den mest udbredte art af de tre og den vigtigste. Den breder sig med udløbere og danner et tæt bunddække. Efter 2 år havde 9 planter pr. m² dannet et tæt tæppe i et sammenlignende forsøg af bunddækkeplanter ved Statens Forsøgsstation i 1967-76. Her afprøvedes 125 forskellige stauder og buske for deres egenskaber som bunddække, og Waldsteinia fik bemærkningen 'bedste bunddækkeplante'.

## Hjemsted
Almindelig guldjordbær er udbredt på den ungarske slette og i bjergdale på både kalkholdig og silikatrig bund, hvor den danner mosaik med andre steppe- og skovsteppearter langs hegn og skovbryn. 
I det sydvestlige Mähren, tæt på Ungarn og Tjekkiet, findes skove på kalkstensundergrund, som er domineret af småbladet lind. Her vokser arten sammen med bl.a. løgkarse, sandkarse, bølgekronet storkenæb, finbladet stormhat, forårsvortemælk, giftig kronvikke, gul anemone, kaukasisk konval, kirsebærkornel, martsviol, mørk blåaks, Omphalodes scorpioides (en art af kærminde), parmaviol, Sedum maximum (en art af stenurt), skovforglemmigej, stor fladstjerne, storgyvel, tandrod og vortet benved
| Portal | Portal:Botanik |

## Note
1. ↑  M. CHITRY og J. SADLO: Tzlza-dominated calcicolous forests in the Czech Republic from a Central European perspective (engelsk)